# 조혈계
조혈계(造血系, 영어: haematopoietic system)는 혈액 세포의 생성에 관여하는 신체의 시스템이다.

## 구조

### 줄기세포
조혈모세포(HSC)는 뼈의 수질인 골수에 상주하며 다양한 성숙 혈액 세포 유형과 조직을 모두 생성할 수 있는 독특한 능력을 가지고 있다. 조혈모세포는 자가 재생 세포이다. 분화할 때 딸세포 중 적어도 일부는 조혈모세포로 남아 있으므로 줄기세포 풀(pool)이 고갈되지 않는다. 이 현상을 비대칭 분할(asymmetric divistion)이라고 한다. 조혈모세포의 다른 딸세포들(골수계 전구세포와 림프계 전구세포)은 하나 이상의 특정 유형의 혈구 생성을 유도하는 다른 분화 경로를 따를 수 있지만 스스로를 재생할 수는 없다. 전구세포 풀은 이질적이이며, 장기 자가 재생 조혈모세포(long term self-renewing HSC)와 일시적 자가 재생 조혈모세포(단기라고도 함, transiently self-renewing HSC)의 두 그룹으로 나눌 수 있다. 이것은 신체의 생명 유지에 필요한 중요한 과정 중 하나이다.

### 발생
발달 중인 배아에서 혈액 형성은 혈액섬이라고 하는 난황낭의 혈액 세포 집합체에서 발생한다. 발생이 진행됨에 따라 지라, 간, 림프절에서 혈액이 만들어지기 시작한다. 골수가 발달하면 결국에는 골수가 전체 유기체에 있는 대부분의 혈구를 형성하는 임무를 맡는다. 그러나 지라, 가슴샘, 림프절에서 림프구의 성숙, 활성화, 일부 증식이 여전히 일어난다. 소아에서 조혈은 넙다리뼈, 정강뼈와 같은 긴뼈의 골수에서 발생한다. 성인의 경우 주로 볼기뼈, 머리뼈, 척추, 복장뼈 등에서 발생한다.

## 기능
조혈(haematopoiesis, 그리스어로 '혈액'을 뜻하는 αἷμα, '만들다'를 뜻하는 ποιεῖν가 합쳐짐, 미국 영어에서는 haemopoiesis, hemopoiesis로도 씀)은 혈액 세포 성분이 형성되는 과정이다. 모든 세포성 혈액 성분은 조혈모세포에서 파생된다. 건강한 성인의 경우 말초 순환에서 정상 상태를 유지하기 위해 매일 약 1011-1012개의 새로운 혈액 세포가 생성된다.
모든 혈액 세포는 세 가지 계통으로 나뉜다.
- 적혈구는 산소를 운반하는 세포이다. 적혈구는 기능적이며 혈액으로 방출된다. 미성숙 적혈구인 망상적혈구(reticulocyte)의 수는 적혈구생성 속도의 추정치를 계산하는 단서가 된다.
- 림프구는 적응면역 체계의 초석 역할을 한다. 이들은 림프계 전구세포에서 파생된다. 림프구는 T세포, B세포, 자연 살해 세포로 구성된다. 림프구를 생성하는 과정은 림프구생성이다.
- 과립구, 거핵 세포, 대식세포 등을 포함하는 골수계 세포는 골수계 전구세포에서 유래하며 선천면역이나 혈액응고와 같은 다양한 역할에 관여한다. 골수계 세포를 생성하는 과정은 골수세포형성이다.

## 임상적 중요성

### 줄기세포 이식
조혈모세포 이식(HSCT)은 전구 조혈모세포를 대체하기 위한 이식이다.
일반적으로 골수, 말초 혈액, 제대혈에서 추출한 다능성 조혈모세포를 이식한다. 자가 줄기세포 이식(환자 자신의 줄기 세포를 사용함), 동종(타가) 줄기세포 이식(줄기 세포가 다른 기증자로부터 제공됨), 동계 줄기세포 이식(일란성 쌍둥이)일 수 있다.
다발성 골수종이나 백혈병과 같은 특정 혈액암이나 골수암 환자에게 가장 흔히 시행된다. 이런 경우 이식 전에 수혜자의 면역계가 일반적으로 방사선이나 화학요법을 통해 파괴된다. 면역계가 파괴된 것 때문에, 감염이나 이식편대숙주병은 타가 조혈모세포 이식의 주요 합병증이다.
조혈모세포 이식은 여전히 많은 합병증을 유발할 수 있는 위험한 절차이다. 생명을 위협하는 질병이 있는 환자를 위해서만 시행한다. 수술 후 생존율이 점차 높아지면서 암을 넘어 자가 면역 질환과 유전성 뼈연골형성장애까지 그 사용이 확대되었다. 특히 악성 영아 골화석증이나 점액다당질증에 사용된 것이 주목할 만하다.